# Луций Лициний Крас
Луций Лициний Крас (на латински: Lucius Licinius Crassus; * 140 пр.н.е.; † 91 пр.н.е.) e римски политик на късната Римска Република и голям оратор.

## Биография
Произлиза от плебейската фамилия Лицинии Краси. Син е на Луций Лициний Крас.
На 19 години той е добър оратор и е квестор в Азия, където учи реторика и философия при Луций Целий Антипатър. През 107 пр.н.е. той е в Рим народен трибун, през 100 пр.н.е. едил, следващата година e проконсул в Галия, а през 92 пр.н.е. става цензор. Той е и авгур.
Когато е на 19 години през 120 пр.н.е. той напада в реч Гай Папирий Карбон, бившият привърженик на Тиберий Семпроний Гракх. Защитава Квинт Сервилий Цепион, когато е нападан от трибуна Гай Норбан през 103 пр.н.е.
През 95 пр.н.е. той става консул. Негов колега e Квинт Муций Сцевола. Те приемат закона lex Licinia Mucia, de civibus redigundis – закон, изгонващ от Рим всички намиращи се в Рим италики, които не могат да докажат правата си за римско гражданство.
През 94 пр.н.е. той e проконсул в Галия. През 92 пр.н.е. става цензор заедно с Гней Домиций Ахенобарб. През 91 пр.н.е. започва социалната война и той защитава Сената срещу консул Луций Марций Филип, оратор на оптиматите. Същата година Луций Лициний Крас се разболява и умира.

## Фамилия
Луций Лициний Крас е женен с Муция, дъщеря на Квинт Муций Сцевола (авгур) и Лелия Младша, дъщеря на Гай Лелий (консул 140 пр.н.е.). Те имат две дъщеври:
- Лициния, съпруга на Публий Корнелий Сципион Назика (претор).
- Лициния, съпруга на Гай Марий Младши, син на известния Гай Марий.

По някои източници той е баща и на:
- Лициния Краса Стара, съпруга на Публий Корнелий Сципион Назика Серапион (консул 111 пр.н.е.)
- Лициния Краса Млада, съпруга на Квинт Цецилий Метел Пий (консул 80 пр.н.е.).